# Dendragapus
Dendragapus est un genre d’oiseaux d'Amérique du Nord appartenant à la sous-famille des Tetraoninae. Il regroupe deux espèces de tétras.

## Liste des espèces
D'après la classification de référence (version 2.2, 2009) du Congrès ornithologique international (ordre phylogénique) :
- Dendragapus obscurus (Say, 1823) – Tétras sombre
- Dendragapus fuliginosus (Ridgway, 1873) – Tétras fuligineux

Le Tétras du Canada (Falcipennis canadensis) était auparavant classé dans ce genre.